# هيمان (اسم)
هيمان هو اسم علم مذكر من أصل عربي، ومعناه هو العطشان المصاب بداء الهيام المحب الشديد.

## شخصيات تحمل الاسم
- هيمان باس (رياضياتي أمريكي، 5 أكتوبر 1932[3] – )

## وصلات خارجية
- موسوعة السلطان قابوس لأسماء العرب